# Eszperantó-források (Nagybakónak)
Két forrás  van Nagybakónaknál Eszperantó-források néven. Ilyen néven Magyarországon még legalább négy másik forrás is létezik – Piliscsévnél, Lillafürednél, Kaposvárnál és Dombóváron, de a piliscsévi viseli legrégebb óta ezt az elnevezést. Az elnevezése egy spontán folyamatot indított el, az eszperantó forráskultuszt. Hajdani neve az egyiknek Árpád-forrás volt, ma ezt Kalocsay Kálmán – Eszperantó-forrásnak hívják, a másikat Baghy Gyula – Eszperantó-forrásnak.

## Fekvése
Nagykanizsa és Zalakaros közt, Nagybakónakhoz közel található. Googke térképen: Árpád-cserkészforrás (Eszperantó-források:Kalocsay Kálmán és Baghy Gyula )
A források területén három energiavonal halad keresztül.

## Története
A Kőszikla-szurdok Nagykanizsától 17 kilométerre található, Nagybakónak közelében. A szurdokban van az Árpád-forrás, nevét a cserkészektől kapta, akiknek kedvenc találkozóhelye volt az 1930-as években. A völgyben található források közül a bal oldali volt az Árpád-forrás, amelyet később Kalocsay Kálmánról neveztek át az eszperantisták, a jobb oldali pedig Baghy Gyula nevét kapta. Az 1970-es évek végén a Nagykanizsai Természetbarát Szövetség és az eszperantisták az addigra már leépült forrásokat felújították, 1980-ban történt meg a források átnevezése. A cserkészek még építettek egy Árpád-emlékhelyet, amely a két, eszperantistáról elnevezett forrás közé került.

## A források környezete

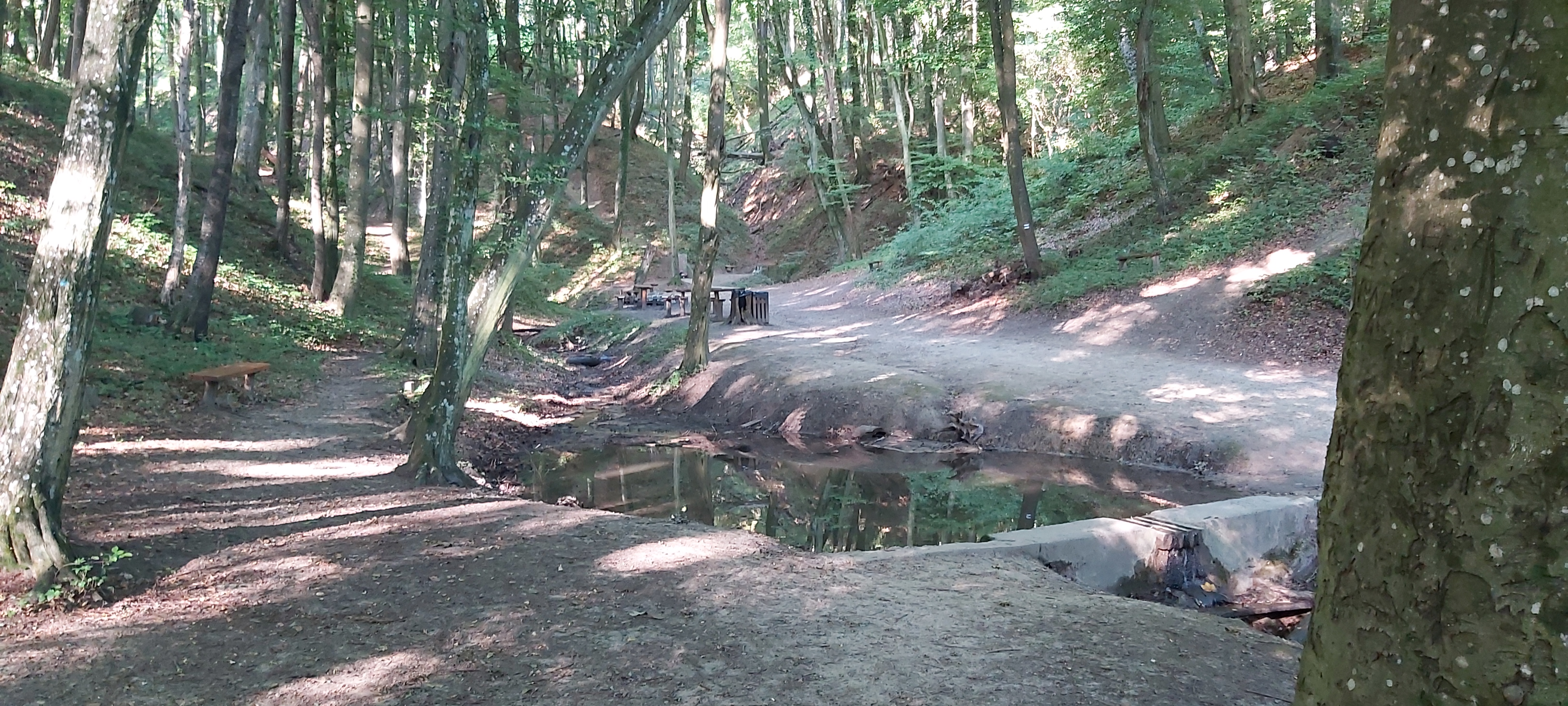
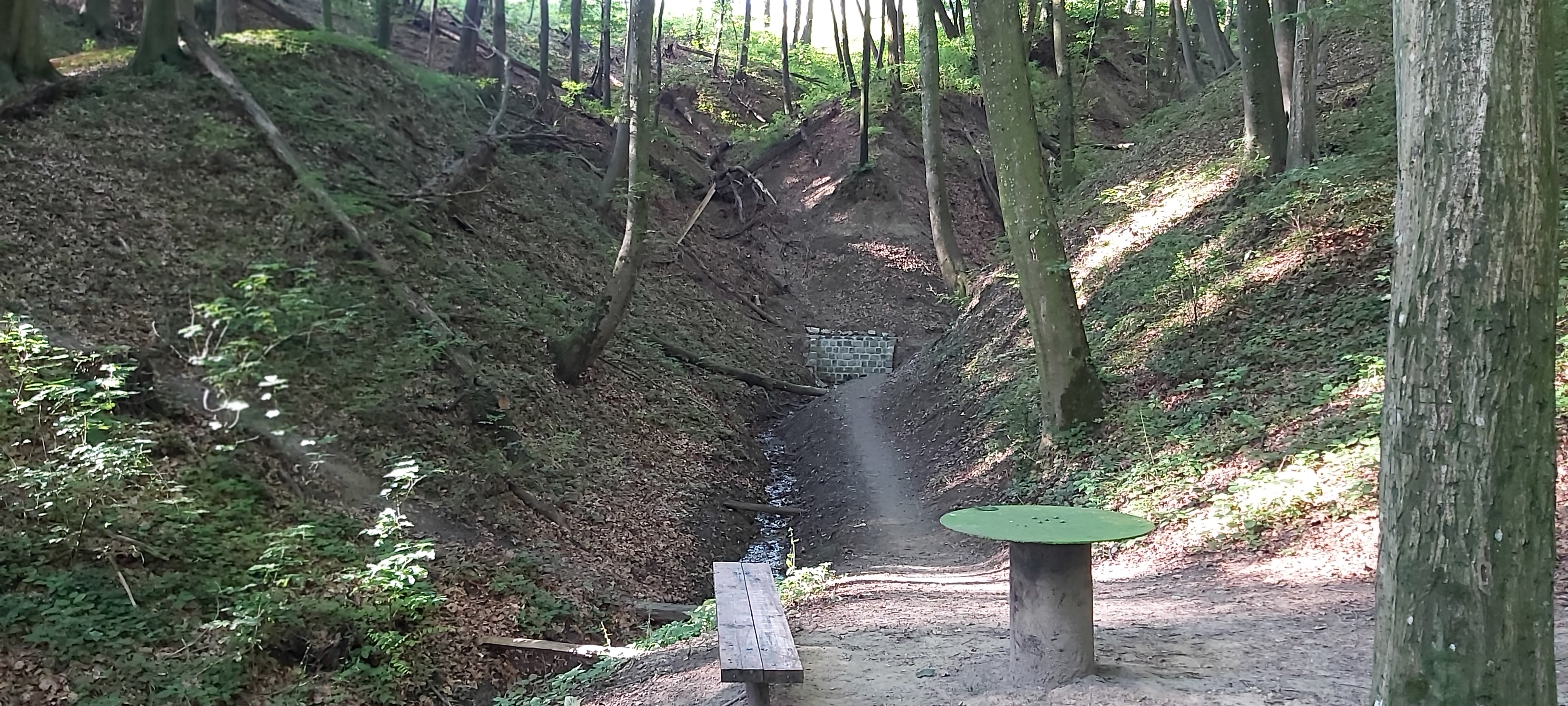
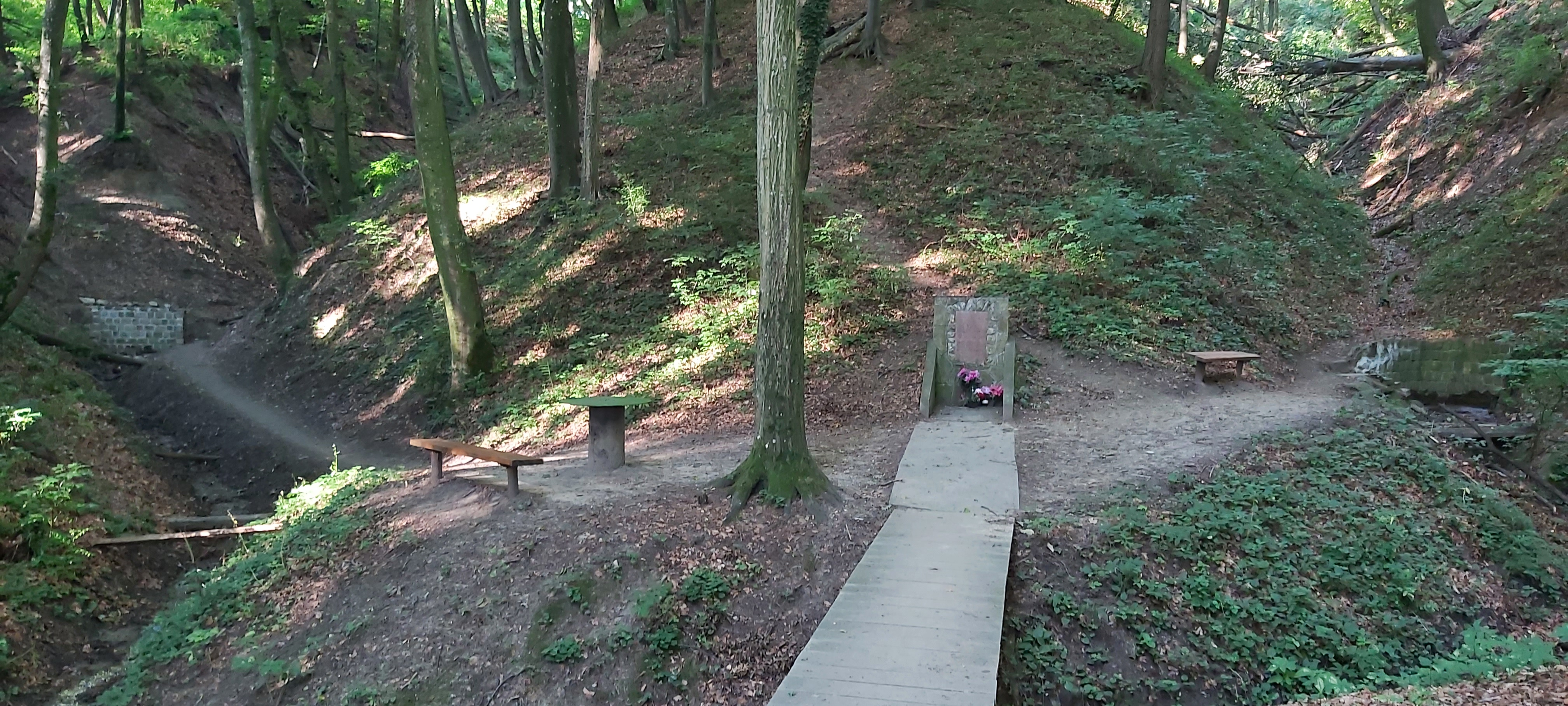
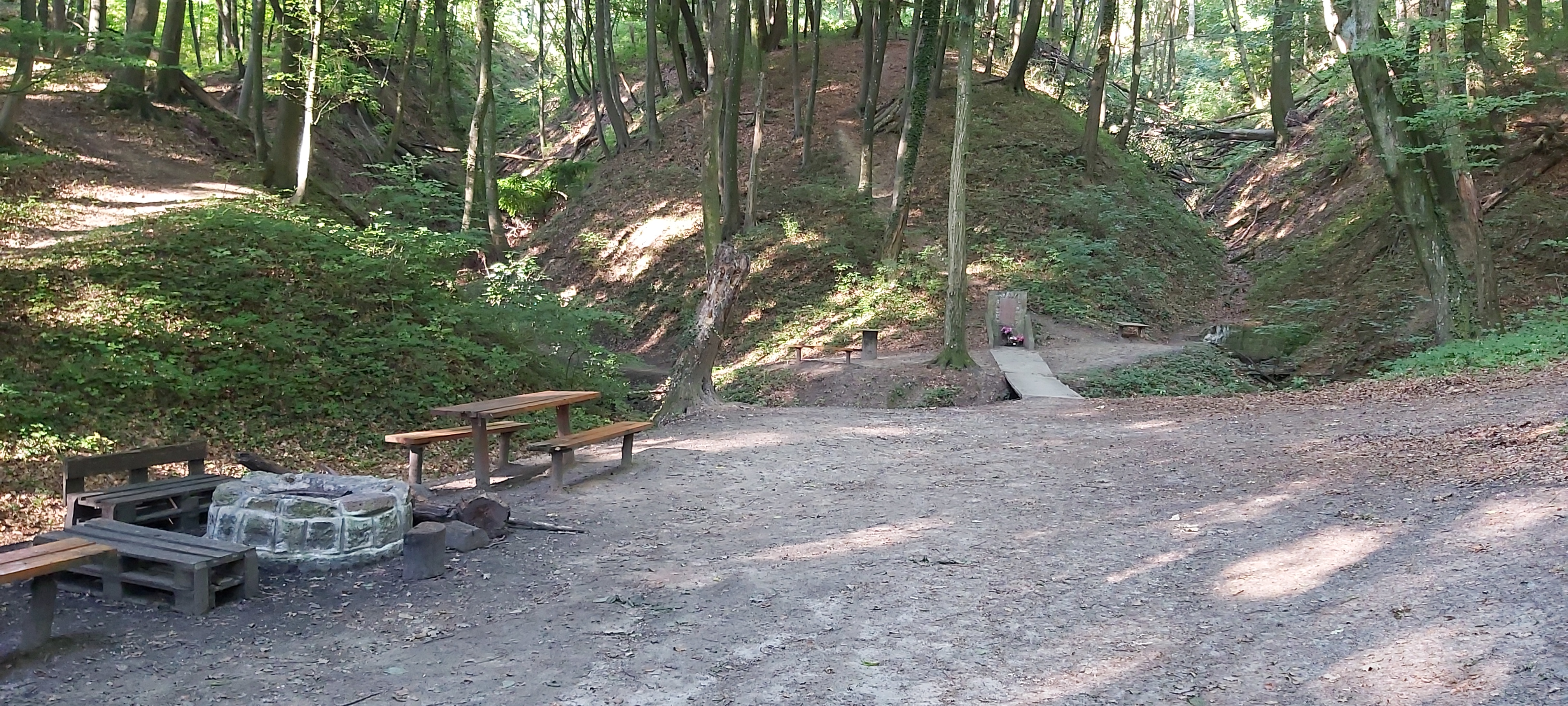

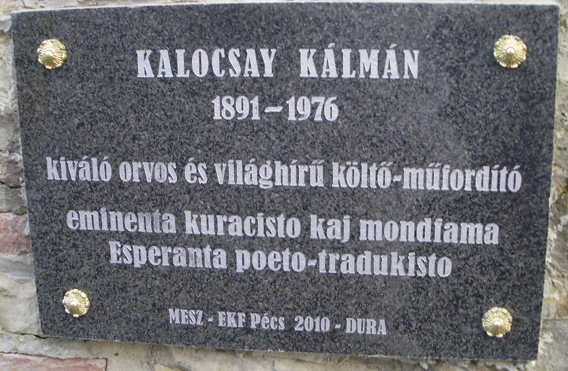
Kalocsay Kálmán-emléktábla – Pécs, Eszperantó Park
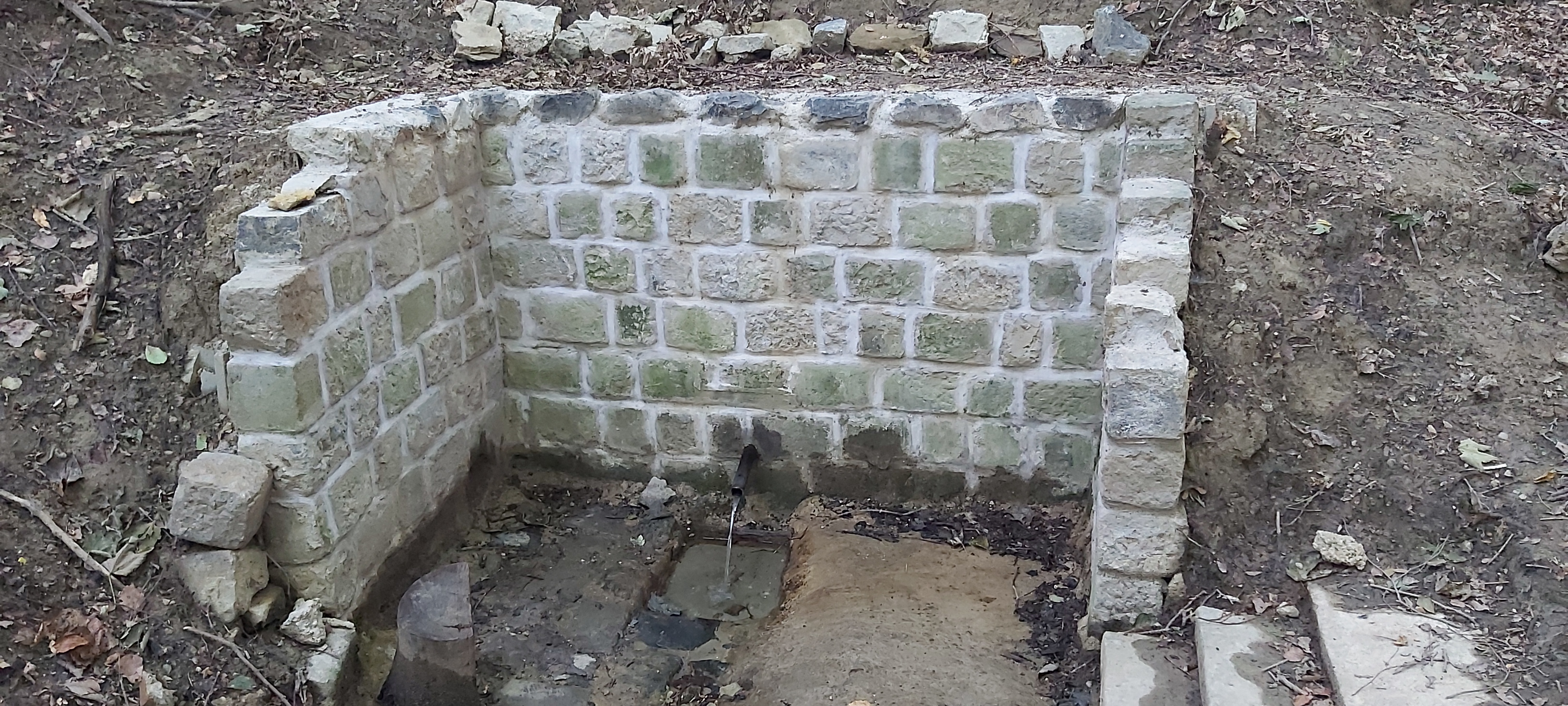
Kalocsay Kálmán Eszperantó-forrás (korábban Árpád-cserkész-forrás)
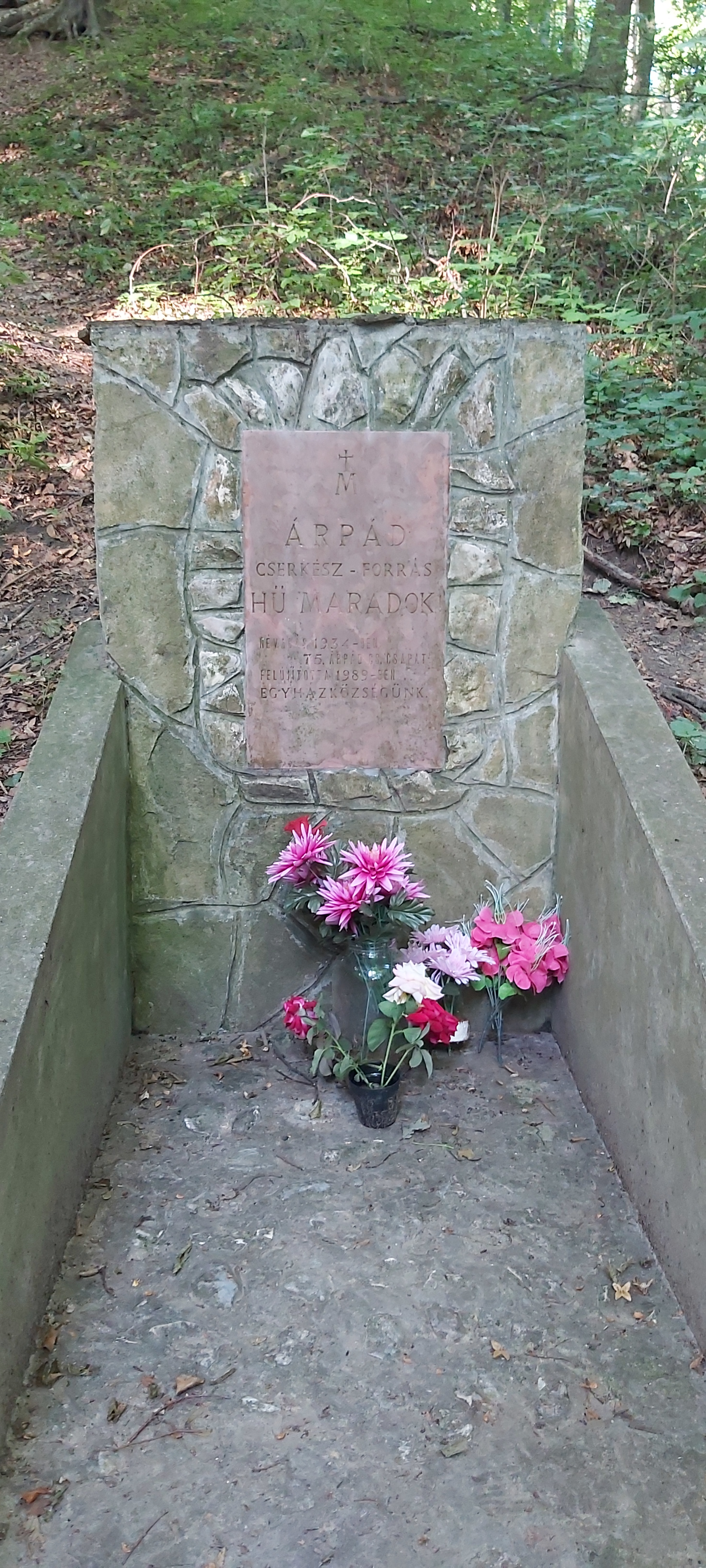
Árpád-emlékhely
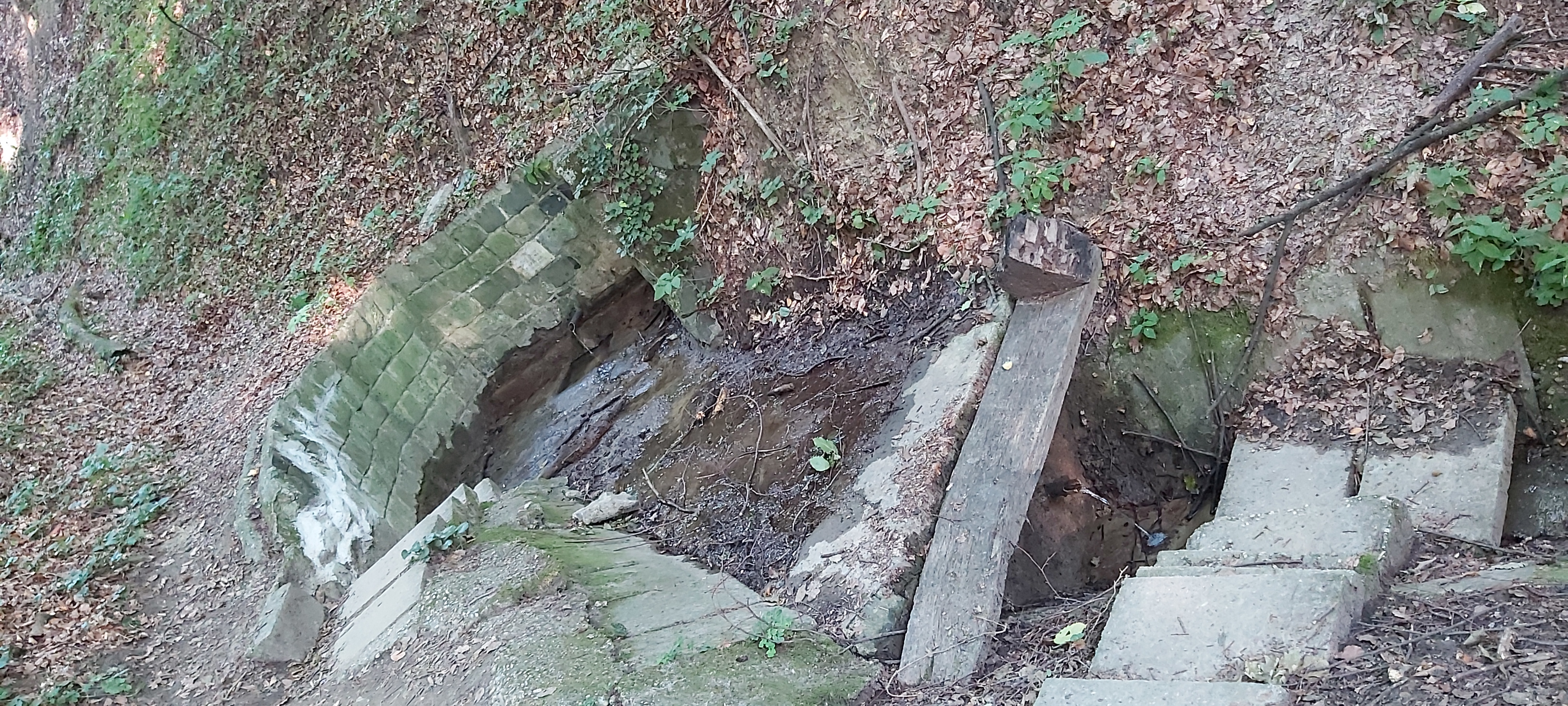
A kifolyó feletti márványtábla szövege: JULIO BAGHY ESPERANTO-FONTO, BAGHY GYULA ESZPERANTÓ-FORRÁS
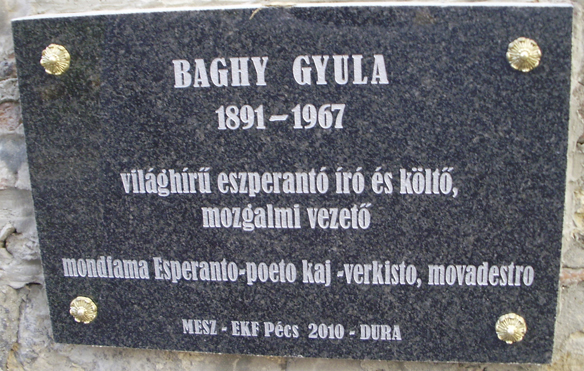
Baghy Gyula-emléktábla – Pécs, Eszperantó Park